# Avenida Santa Rosa (Santiago de Chile)
La Avenida Santa Rosa es uno de los ejes viales más importantes de Santiago de Chile. Cruza de norte a sur las comunas de Santiago, San Miguel, San Joaquín, La Granja,  San Ramón, La Pintana y Puente Alto.
Es la segunda avenida más larga de Chile, después de Américo Vespucio, con 21,4 kilómetros de longitud.

## Origen etimológico
Santa Rosa tuvo dos diferentes nombres, antes de llamarse como tal. A mitad del siglo XIX, se llamó “Calle de San Juan de Dios” (haciendo alusión a la orden religiosa, que quedó al mando del hospital). Luego de esto, tuvo un curioso giro que le dieron las mismas personas, bautizándola como la “Calle de las Matadas”. Esto “por haberse encontrado en ella los cadáveres de varias mujeres de vida alegre, asesinadas”, es decir, prostitutas.
El nombre “Calle de las Matadas” era muy popular en ese entonces y, sin duda, daba un carácter negativo a ese lugar. Es por esto que, para evitar que la gente lo utilizara, pusieron un cartel en el hospital que decía: “Tengan por indecorosa — las personas ilustradas — la antigua costumbre odiosa — de llamar de ‘las Matadas’ — a la calle Santa Rosa”. Por último, la denominación de Santa Rosa se efectuó debido al trabajo de la Congregación de Santa Rosa, que en ese entonces estaba a cargo de la Casa Correccional de Mujeres, ubicada también en la zona. Esta congregación en ese entonces tenía como misión, “brindar honroso asilo a mujeres de vida licenciosa y a preservar de la corrupción a niñas inocentes”.

## Historia
Alrededor de 1860 se llevó a cabo la construcción del Hospital Nuestra Señora del Socorro, ubicado al sur de la capital, considerando “una cierta distancia de la traza urbana, para evitar contagios y epidemias”. En pocas palabras, la gente que iba a ese lugar padecía de graves enfermedades, lo cual identificó a esta zona como un lugar vinculado a la enfermedad y al contagio.
Hasta hace pocos años esta larga avenida se ocupaba, como la “única y principal vía para ir a las comunas del sur”, ya que debido a su longitud atraviesa 7 comunas: Santiago (1541), San Miguel (1896), La Granja (1892) y Puente Alto (1898); hasta que a principios del siglo XX se les sumó San Joaquín (1914), mientras que ya a fines de la década de 1980, se sumó San Ramón (1984) y La Pintana (1984).

## Recorrido
Se inicia en la intersección con la Avenida Libertador General Bernardo O'Higgins y finaliza en Puente Alto en la intersección con el recientemente inaugurado Acceso Sur en la ribera norte del Río Maipo.

## Red Metropolitana de Movilidad
Existe un importante corredor de la Red Metropolitana de Movilidad, el cual se divide en dos tramos. El primer tramo se inicia en Pintor Cicarelli y finaliza en Avenida Lo Ovalle. El segundo tramo se reinicia en Avenida Circunvalación Américo Vespucio para finalizar en la Av. Eyzaguirre, a la altura del paradero 48 (también conocido como "Vuelta de Cachencho"). Desde ahí hasta la autopista Acceso Sur (paradero 54) el tramo del corredor lleva por nombre «Corredor del transporte público "Santa Rosa Sur"», terminando en el sector sur de la capital.

### Lista de paraderos
| Número | Intersección                        |
| ------ | ----------------------------------- |
| 1      | Zanjón de la Aguada                 |
| 2      | Rivas                               |
| 3      | Carlos Valdovinos                   |
| 4      | Gambetta                            |
| 5      | Mataveri                            |
| 6      | Alcalde Pedro Alarcón               |
| 7      | Curiñanca/Matta Vial                |
| 8      | Álvarez de Toledo                   |
| 9      | Avenida Salvador Allende            |
| 9½     | Ingeniero Budge                     |
| 10     | Ureta Cox                           |
| 11     | San Nicolás                         |
| 12     | Avenida Departamental               |
| 13     | Vargas Buston                       |
| 14     | Varas Mena                          |
| 15     | Tannenbaum/La Castrina              |
| 16     | Sebastopol                          |
| 17     | Avenida Lo Ovalle                   |
| 18     | Mirador/Padre Esteban Gumucio Vives |
| 19     | Avenida Santa Ana                   |
| 20     | Fernández Albano/Linares            |
| 21     | Avenida El Parrón/Combarbalá        |
| 22     | Argentina/Tomé                      |
| 23     | Doñihue/Avenida San Gregorio        |
| 24     | Bolivia/Manutara                    |
| 25     | Avenida Américo Vespucio            |
| 26     | Los Franciscanos/Alborada           |
| 27     | Vicuña Mackenna                     |
| 27½    | Alpatacal/Las Uvas y El Viento      |
| 28     | Riquelme/Canto General              |
| 29     | Esperanza/Benjamín Subercaseaux     |
| 30     | Venancia Leiva/Sofía Carmona        |
| 30½    | Violeta Parra/Avenida Santo Tomás   |
| 31     | Avenida Observatorio                |
| 32     | Facultad de Agronomía               |
| 33     | La Platina                          |
| 34     | Facultad de Veterinaria             |
| 35     | Avenida Lo Martínez                 |
| 36     | Baldomero Lillo/Rosa Ester          |
| 37     | Avenida Gabriela                    |
| 38     | Lo Blanco/Miguel Ángel              |
| 39     | Tucapel/Bartolomé Vivar             |
| 40     | Lautaro/El Lingue                   |
| 41     | El Ombú                             |
| 42     | Paicaví/Amador Neghme               |
| 43     | Los Jesuitas                        |
| 43½    | Viñedo Chadwick                     |
| 44     | Terminal Santa Rosa Subus Chile     |
| 45     | Camino El Mariscal                  |
| 46     | Las Acacias/Río Arhuelles           |
| 47     | El Olivar                           |
| 48     | Avenida Eyzaguirre                  |
| 49     | Los Manzanos/Apóstol Tomás          |
| 50     | Los Olmos/Sargento Menadier         |
| 51     | Los Cipreses/Curaco de Vélez        |
| 52     | Los Álamos                          |
| 53     | San Pedro                           |
| 54     | Avenida Chiloé                      |

## Metro
El 1 de junio de 2018, en la cuenta pública del segundo gobierno de Sebastián Piñera, fue anunciada la nueva Línea 9 del Metro de Santiago, la cual recorrerá esta avenida, el 9 de agosto de 2023 se ratificó el trazado oficial y el metro será inaugurada entre 2030 a 2033.
El recorrido de la Línea 9 albergará 19,6 km de los 21,4 km de largo que posee la avenida en su totalidad.[cita requerida]